# Розповідь барабанщика
«Розповідь барабанщика» (рос. Рассказ барабанщика) — радянський телевізійний художній фільм за однойменною повістю Станіслава Славича, знятий у 1985 році режисером Едуардом Дмитрієвим на студії «Укртелефільм».

## Сюжет
Дія фільму відбувається під час Великої Вітчизняної війни. У героїчній обороні Севастополя бере участь військовий підрозділ — військовий духовий оркестр. Про героїзм музикантів розповідає цей фільм.

## У ролях
- Лев Дуров — Степан Садовський
- Володимир Шпудейко — молодий Степан Садовський, барабанщик в оркестрі, севастополець
- Олена Новосельська — Наташа, 16-річна дівчина, молодша сестра Степана Садовського, після загибелі матері стала виступати разом з оркестром
- Валентин Бєлохвостик — Леонід Щепкін, мічман, керівник оркестру
- Юрій Григор'єв — Петро Носков, одесит, веселун і балагур, виступав разом з оркестром як співак, танцюрист, артист
- Леван Учанейшвілі — Міхеладзе, капітан-лейтенант
- Володимир Василенко — Вася Буркин, музикант з оркестру, перевівся з оркестру в розвідку
- Семен Фарада — Горовой, скрипаль, тромбоніст з оркестру
- Ігор Миленко — Голобородько, музикант з оркестру, кращий друг Садовського, закоханий у Наташу
- Олександр Денисов — комбриг
- Віктор Фокін —  комісар
- Осип Найдук — Михайло Самокиш, тубіст з оркестру
- Олексій Колесник — епізод
- Євген Пашин —  музикант з оркестру, тубіст
- Вілорій Пащенко — музикант з оркестру
- Віктор Панченко — Ваня Лемков, кларнетист з оркестру, в окулярах
- Микола Слободян —  підполковник
- Георгій Шестаков — епізод
- Валерій Юрченко — Степан Голобородько, син музиканта Голобородька
- Леонід Яновський — музикант з оркестру, волторніст

## Знімальна група
- Режисер-постановник: Едуард Дмитрієв
- Сценарист: Станіслав Славич
- Оператор-постановник: Валерій Канюка
- Художник-постановник: Микола Рєзнік
- Композитор:Алемдар Караманов
- Музичне аранжування: Юрій Шевченко
- Режисер: Н. Рузова
- Оператор: Володимир Тимченко
- Художник комбінованих зйомок: В. Рудько
- Художники: по костюмах — І. Таранова; по гриму — Н. Петько, Е. Ризик
- Монтаж: Л. Крюкова
- Звукооператор: В. Сегал
- Редактор: Ю. Янкевич
- Директор картини: Валентин Петров